# العلاقات الأندورية الإماراتية
العلاقات الأندورية الإماراتية هي العلاقات الثنائية التي تجمع بين أندورا والإمارات العربية المتحدة.

## مقارنة بين البلدين
هذه مقارنة عامة ومرجعية للدولتين:
| وجه المقارنة                                              | أندورا                                                     | الإمارات العربية المتحدة |
| --------------------------------------------------------- | ---------------------------------------------------------- | ------------------------ |
| المساحة (كم2)                                             | 468                                                        | 83.60 ألف                |
| عدد السكان (نسمة)                                         | 76.18 ألف                                                  | 9.40 مليون               |
| الكثافة السكانية (ن./كم²)                                 | 16.28 ألف                                                  | 112.44                   |
| العاصمة                                                   | أندورا لا فيلا                                             | أبو ظبي                  |
| اللغة الرسمية                                             | اللغة الكتالونية                                           | اللغة العربية            |
| العملة                                                    | يورو                                                       | درهم إماراتي             |
| الناتج المحلي الإجمالي (بليون دولار)                      | 3.01 مليار                                                 | 382.58 مليار             |
| الناتج المحلي الإجمالي (تعادل القوة الشرائية) بليون دولار |                                                            | 640.72 مليار             |
| الناتج المحلي الإجمالي الاسمي للفرد دولار أمريكي          |                                                            | 40.44 ألف                |
| الناتج المحلي الإجمالي للفرد دولار أمريكي                 |                                                            | 67.67 ألف                |
| مؤشر التنمية البشرية                                      | 0.858                                                      | 0.835                    |
| رمز المكالمات الدولي                                      | +376                                                       | +971                     |
| رمز الإنترنت                                              | .ad                                                        | .ae، .امارات             |
| المنطقة الزمنية                                           | ت ع م+01:00، توقيت وسط أوروبا، ت ع م+02:00، أوروبا/أندورا ‏ | ت ع م+04:00              |

## منظمات دولية مشتركة
يشترك البلدان في عضوية مجموعة من المنظمات الدولية، منها:
| علم المنظمة | اسم المنظمة                   | تاريخ انضمام أندورا | تاريخ انضمام الإمارات العربية المتحدة |
| ----------- | ----------------------------- | ------------------- | ------------------------------------- |
|             | الاتحاد الدولي للاتصالات      | 12 نوفمبر 1993      | 27 يونيو 1972                         |
|             | منظمة حظر الأسلحة الكيميائية  | ?                   | ?                                     |
|             | يونسكو                        | 20 أكتوبر 1993      | 20 أبريل 1972                         |
|             | الأمم المتحدة                 | 28 يوليو 1993       | 9 ديسمبر 1971                         |
|             | منظمة الشرطة الجنائية الدولية | ?                   | ?                                     |

## وصلات خارجية
- موقع وزارة الخارجية الأندورية
- موقع وزارة الخارجية الإماراتية